# Gewehr 1888
Il Gewehr 88 era il fucile a otturatore girevole-scorrevole adottato dalla fine del XIX secolo dall'Esercito imperiale tedesco.

## Sviluppo

### L'arma
L'invenzione, alla fine dell'Ottocento, della polvere infume rese immediatamente obsolete le armi da fuoco a polvere nera, caratterizzata da grossi calibri. Il nuovo fucile iniziò ad essere sviluppato su commissione dell'alto comando tedesco dopo il 1886, anno in cui l'esercito francese ricevette in dotazione il fucile Lebel Modèle 1886, il quale aveva surclassato in gittata e precisione i fucili in dotazione all'esercito imperiale in quegli anni. Il progetto della nuova arma venne affidato a Louis Schlegelmilch, il quale realizzò un fucile simile al Lebel, ma che sfruttava la munizione Geschoss 88 con palla del diametro di .318" (8 mm) o 7,92 × 57 mm, sviluppata anch'essa dal Gewehr-Prüfungskommission (GPK).
Il fucile (Gewehr in tedesco) venne adottato dal Reich nel 1888. Dal fucile standard furono derivati una carabina da cavalleria, la Karabiner 88, ed un fucile corto da artiglieria, il Gewehr 91. Successive versioni furono modificate per essere alimentate tramite stripper clip, ottenendo i modelli Gewehr 88/05 e 88/14, che giunsero a servire durante la prima guerra mondiale. Diversamente dai fucili d'ordinanza precedenti e successivi, il G88 non fu sviluppato dalla Mauser ma direttamente dalla GPK e la Mauser fu una delle poche grandi industrie armiere tedesche a non essere coinvolta nella produzione di questo fucile.

### La munizione

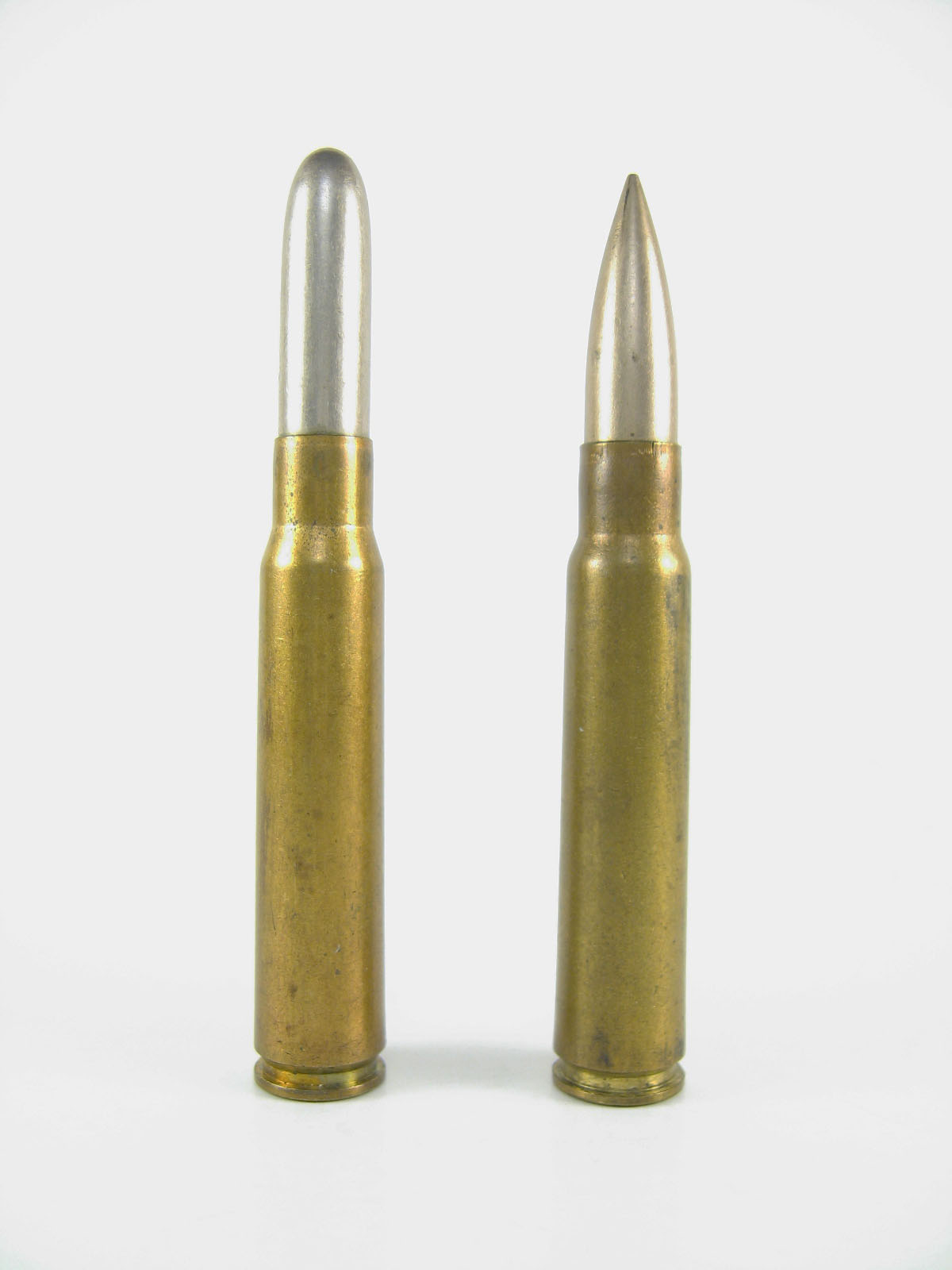
Una Patrone 88 (a sinistra) confrontata con una S Patrone del 1905, sempre in calibro 7,92 × 57 mm Mauser.

Il primo passo del GPK fu la progettazione di una nuova cartuccia, la Patrone 88 o M/88 ("cartuccia modello 88" in tedesco). Questa, derivata da un adattamento di una munizione svizzera, era una rimless a collo di bottiglia, con pallottola a punta tonda calibro 8,08 mm da 14,6 g (226 gr), caricata a polvere infume a singola base (nitrocellulosa).
Nel 1905, la cartuccia M/88 venne sostituita dalla S Patrone ("cartuccia Spitzer") con pallottola Spitzer ogivale calibro 8,20 mm pesante 9,9 g (154 gr), caricata con polvere infume a doppia base (nitrocellulosa e nitroglicerina).

### Castello e serbatoio

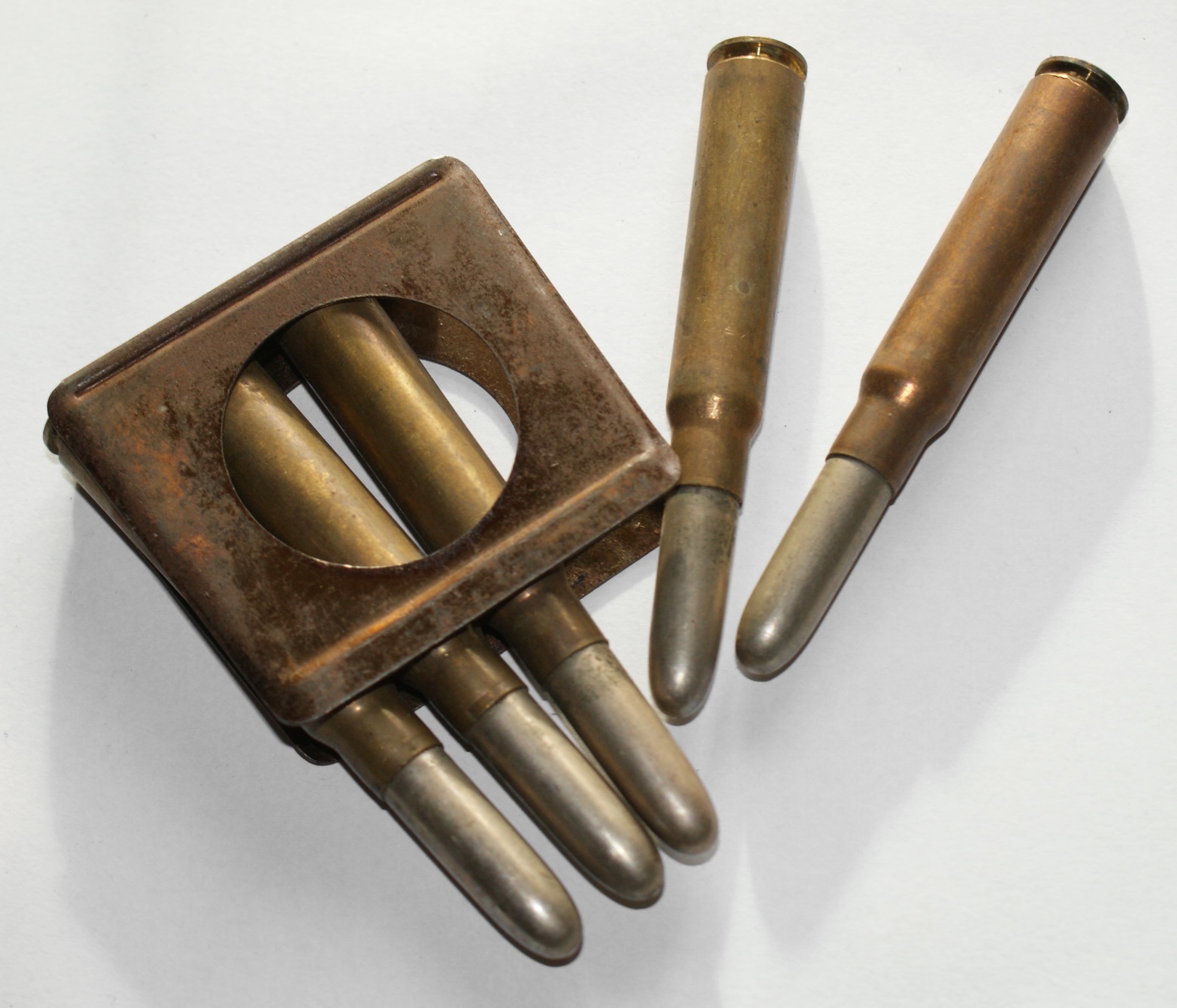
Piastrina da 5 cartucce M/88.

Il Gewehr 88 era basato sul sistema Mauser 1871 dal quale mutuò il castello con ponte aperto. Dal Mannlicher prese soltanto il serbatoio alimentato con piastrine in acciaio da 5 colpi. La piastrina rimaneva in posizione fino al caricamento dell'ultima cartuccia e solo a quel punto cadeva da una fessura nella parte inferiore del serbatoio. Questo sistema, usato su tutti i progetti Mannlicher e derivati consentiva una rapida ricarica, offrendo però un punto di entrata per la sporcizia. Non avendo chiesto né pagato diritti a Mannlicher per l'utilizzo del suo sistema di alimentazione, la Commissione fu oggetto di azione legale risolta poi con la concessione all'azienda armiera austro-ungarica OWG Steyr la licenza di produzione del Gewehr 88. L'aggressiva politica commerciale di Von Mannlicher fece credere ai più che l'azione dei Mannlicher M1893 olandesi e rumeni, che si ritroverà sui pregiati Mannlicher Schoenhauer, fosse il frutto del genio della industria armiera austriaca mentre in realtà, a parte il sistema di alimentazione, furono la fotocopia del lavoro del dimenticato Schlegemilch. Alla Steyr come migliorie aggiunsero soltanto una costola di guida dell'otturatore davanti alla manetta d'armamento e una modifica all'espusore che rafforzava l'aletta di chiusura sinistra.

### Otturatore e canna
L'otturatore era basato su precedente Mauser 1871, in particolare si utilizzò l'otturatore con testa rotante. e l'intero meccanismo di percussione e sicura. Rispetto al 1871 l'importante miglioria fu quella di utilizzare per la chiusura due alette simmetriche in testa all'otturatore al posto della costola laterale comune alle armi a cartuccia con polvere nera. La canna e la rigatura erano virtualmente copie del Lebel francese. Il fucile aveva un aspetto particolare dato dalla canna completamente coperta da un tubo metallico di protezione, rimosso il quale l'aspetto dell'arma era invece piuttosto moderno. Questo manicotto metallico era pensato per aumentare la precisione dell'arma evitando il contatto diretto tra la canna e la cassa, ma in pratica aumentava il rischio di ruggini fornendo uno spazio dove l'acqua poteva accumularsi. La versione Karabiner 88 si distingueva per il manubrio dell'otturatore piegato ed appiattito che ispirerà la futura produzione commerciale di Steyr ed altri.

## Impiego operativo
I primi modelli diedero problemi a causa della produzione affrettata delle munizioni; le fazioni antisemite della stampa tedesca sfruttarono i difetti per gridare al complotto tra uno dei produttori del fucile, Ludwig Loewe, ed altri produttori ebrei, inclusa l'azienda produttrice della polvere infume. Così il fucile divenne beffardamente noto come Judenflinte ("moschetto giudeo"), nonostante tre quarti dei fucile fosse prodotto da fabbriche non di proprietari ebrei.
Il G88 fu dispiegato nelle campagne di espansione coloniale tedesca, inclusa quella in Cina durante la ribellione dei Boxer (durante la quale la copia abusiva Hanyang 88 venne usata anche dalle truppe cinesi contrapposte), e servì in prima linea fino al 1915, durante la prima guerra mondiale, gradualmente sostituito dal Gewehr 98. Gli alleati turchi continuarono invece ad usarlo fino alla seconda guerra mondiale. Quando la Germania completò la transizione sul G98, molti G88 vennero ceduti all'Imperial regio Esercito austro-ungarico, rimanendo in servizio nel Landwehr fino alla fine della Grande Guerra. La versione aggiornata Gewehr 88/05 venne impiegata anche da Jugoslavia, Cecoslovacchia e Finlandia. La Repubblica di Cina impiegò estensivamente il fucile e la sua copia locale Hanyang 88, anche durante la seconda guerra sino-giapponese, reggendo il confronto con l'Arisaka Type 38, più moderno di 30 anni. Circa 5.500 Gewehr e Karabiner 88 furono consegnati alla Lituania tra il 1919 ed il 1920.
Il fucile fu adottato in un periodo di rapida evoluzione della tecnologia armiera e segnò il passaggio della Germania dalla polvere nera alla polvere infume. Questo spiega perché prestò servizio come arma di prima linea solo per una dozzina di anni, ma rimase in seconda linea per più tempo. Nel 1898 fu adottato un vero Mauser, il Gewehr 98, apice di una serie di modelli degli anni novanta del XIX secolo.

## Utilizzatori
- [4] Impero austro-ungarico
- Ecuador
- Impero tedesco[5]
- Stato Libero dell'Orange[6]
- Impero ottomano[7]
- Dinastia Qing[8]
- Cina[8]
- Repubblica del Transvaal[6]
- Lituania: circa 5.500 fucili e carabine nel 1919-1940.